# Copa Intercontinental FIBA 2019
La Copa Intercontinental de 2019 fue la vigésima séptima edición del máximo torneo internacional a nivel de clubes de baloncesto, vigésima segunda según la denominación de Copa Intercontinental y sexta desde su reanudación en 2013. Se llevó a cabo en la ciudad brasileña de Río de Janeiro entre los días 15 y 17 de febrero del 2019.

## Sede
| Río de Janeiro               |
| ---------------------------- |
| Arena Carioca 1              |
| Capacidad: 6000 espectadores |
|                              |

## Participantes
En cursiva, los equipos debutantes en la competición.
| Confederación          | Equipo       | Vía de clasificación                                  |
| ---------------------- | ------------ | ----------------------------------------------------- |
| FIBA Europa            | AEK Atenas   | Campeón de la Liga de Campeones de Baloncesto 2017-18 |
| FIBA Américas          | San Lorenzo  | Campeón de la Liga de las Américas 2018               |
| NBA G League           | Austin Spurs | Campeón de la G League 2017-18                        |
| NBB (País organizador) | Flamengo     | Invitado                                              |

## Cuadro
|  | Semifinales           | Semifinales           | Semifinales           |          |            | Final                 | Final                 | Final                 |  |
|  | 15 de febrero de 2019 | 15 de febrero de 2019 | 15 de febrero de 2019 |          |            | 17 de febrero de 2019 | 17 de febrero de 2019 | 17 de febrero de 2019 |  |
|  |                       |                       |                       |          |            |                       |                       |                       |  |
|  |                       |                       |                       |          |            |                       |                       |                       |  |
|  | San Lorenzo           | San Lorenzo           | 64                    |          |            |                       |                       |                       |  |
|  | San Lorenzo           | San Lorenzo           | 64                    |          |            |                       |                       |                       |  |
|  | AEK Atenas            | AEK Atenas            | 86                    |          |            |                       |                       |                       |  |
|  | AEK Atenas            | AEK Atenas            | 86                    |          | AEK Atenas | AEK Atenas            | 86                    |                       |  |
|  |                       |                       |                       |          | AEK Atenas | AEK Atenas            | 86                    |                       |  |
|  |                       |                       | Flamengo              | Flamengo | 70         |                       |                       |                       |  |
|  | Flamengo              | Flamengo              | Flamengo              | Flamengo | 70         | 90                    |                       |                       |  |
|  | Flamengo              | Flamengo              |                       |          |            | 90                    |                       |                       |  |
|  | Austin Spurs          | Austin Spurs          | 58                    |          |            | Tercer lugar          | Tercer lugar          | Tercer lugar          |  |
|  | Austin Spurs          | Austin Spurs          | 58                    |          |            | Tercer lugar          | Tercer lugar          | Tercer lugar          |  |
|  |                       |                       |                       |          |            |                       |                       |                       |  |
|  |                       |                       |                       |          |            | San Lorenzo           | San Lorenzo           | 77                    |  |
|  |                       |                       |                       |          |            | San Lorenzo           | San Lorenzo           | 77                    |  |
|  |                       |                       |                       |          |            | Austin Spurs          | Austin Spurs          | 59                    |  |
|  |                       |                       |                       |          |            | Austin Spurs          | Austin Spurs          | 59                    |  |
|  |                       |                       |                       |          |            |                       |                       |                       |  |

## Resultados

### Semifinales
| 15 de febrero de 2019 – 18:00 (UTC-3) | San Lorenzo                                                 | 64–86                | AEK Atenas                                                                        | Río de Janeiro                                                                          |  |
|                                       | Parciales: 13–18, 13–27, 28–23, 10–18                       |                      |                                                                                   |                                                                                         |  |
|                                       | Estadísticas Dar Tucker 17 Joel Anthony 9 Mathías Calfani 5 | Reporte Pts Reb Asts | Estadísticas 15 Delroy James y Dušan Šakota 8 Delroy James 5 Vasilis Xanthopoulos | Pabellón: Arena Carioca 1 Árbitros: Roberto Vázquez Boris Krejic Omar Bermúdez Mariscal |  |

| 15 de febrero de 2019 – 21:00 (UTC-3) | Flamengo                                                     | 90–58                | Austin Spurs                                                                 | Río de Janeiro                                                                  |  |
|                                       | Parciales: 20–15, 24–14, 23–11, 23–18                        |                      |                                                                              |                                                                                 |  |
|                                       | Estadísticas Franco Balbi 19 David Nesbitt 10 Franco Balbi 6 | Reporte Pts Reb Asts | Estadísticas 10 Josh Huestis 7 Richard Bader y Amida Brimah 3 tres jugadores | Pabellón: Arena Carioca 1 Árbitros: Michael Weiland Yohan Rosso Carsten Straube |  |

### Tercer lugar
| 17 de febrero de 2019 – 15:00 (UTC-3) | San Lorenzo                                                     | 77–59                | Austin Spurs                                                | Río de Janeiro                                                                          |  |
|                                       | Parciales: 16–12, 14–15, 31–18, 16–14                           |                      |                                                             |                                                                                         |  |
|                                       | Estadísticas Dar Tucker 20 Mathías Calfani 10 Nicolás Aguirre 7 | Reporte Pts Reb Asts | Estadísticas 18 Jordan Green 10 Amida Brimah 4 Jordan Green | Pabellón: Arena Carioca 1 Árbitros: Omar Bermúdez Mariscal Boris Krejic Carsten Straube |  |

### Final
| 17 de febrero de 2019 – 18:00 (UTC-3) | AEK Atenas                                                       | 86–70                | Flamengo                                                            | Río de Janeiro                                                                  |  |
|                                       | Parciales: 20–19, 22–14, 21–22, 23–15                            |                      |                                                                     |                                                                                 |  |
|                                       | Estadísticas Jordan Theodore 22 Delroy James 7 Jordan Theodore 5 | Reporte Pts Reb Asts | Estadísticas 21 Anderson Varejão 11 Anderson Varejão 8 Franco Balbi | Pabellón: Arena Carioca 1 Árbitros: Roberto Vázquez Michael Weiland Yohan Rosso |  |

| Quinteto inicial: | Quinteto inicial: | Quinteto inicial:        | Pts | Reb | As | Min   |
| ----------------- | ----------------- | ------------------------ | --- | --- | -- | ----- |
| B                 | 25                | Jordan Theodore          | 22  | 1   | 5  | 30:23 |
| A                 | 8                 | Jonas Mačiulis           | 17  | 3   | 1  | 29:18 |
| A                 | 26                | Howard Sant-Roos         | 8   | 4   | 3  | 27:46 |
| P                 | 32                | Vince Hunter             | 4   | 3   | 1  | 17:46 |
| P                 | 7                 | Georgios Tsalmpouris     | 0   | 1   | 1  | 05:57 |
| Suplentes:        | Suplentes:        | Suplentes:               | Pts | Reb | As | Min   |
| AP                | 1                 | Delroy James             | 12  | 7   | 2  | 25:11 |
| B                 | 4                 | Vassilis Xanthopoulos    | 2   | 1   | 0  | 09:06 |
| AP                | 5                 | Dušan Šakota             | 11  | 1   | 2  | 27:45 |
| E                 | 12                | Giannoulis Larentzakis   | 10  | 2   | 0  | 19:44 |
| B                 | 21                | Dimitrios Moraitis       | 0   | 0   | 0  | 00:31 |
| B                 | 23                | Malcolm Griffin          | 0   | 0   | 0  | 06:02 |
| A/E               | 31                | Charalampos Giannopoulos | 0   | 0   | 0  | 00:31 |
| Entrenador:       |                   |                          |     |     |    |       |
| Luca Banchi       |                   |                          |     |     |    |       |

| Quinteto inicial: | Quinteto inicial: | Quinteto inicial:   | Pts | Reb | As | Min   |
| ----------------- | ----------------- | ------------------- | --- | --- | -- | ----- |
| B                 | 6                 | Franco Balbi        | 9   | 2   | 8  | 33:02 |
| B                 | 8                 | Kevin Crescenzi     | 2   | 0   | 0  | 11:04 |
| A/AP              | 16                | Carlos Olivinha     | 4   | 4   | 0  | 15:58 |
| A/AP              | 11                | Marquinhos Vieira   | 11  | 5   | 2  | 32:45 |
| P                 | 17                | Anderson Varejão    | 21  | 11  | 0  | 30:21 |
| Suplentes:        | Suplentes:        | Suplentes:          | Pts | Reb | As | Min   |
| B                 | 5                 | Davi Rossetto       | 3   | 2   | 3  | 13:49 |
| A                 | 7                 | Jhonatan Dos Santos | 5   | 2   | 1  | 18:58 |
| B/E               | 9                 | Deryk Ramos         | 3   | 1   | 0  | 13:25 |
| AP/P              | 12                | Rafa Mineiro        | 2   | 3   | 0  | 12:42 |
| AP/P              | 25                | David Nesbitt       | 10  | 4   | 0  | 17:56 |
| AP/P              | 30                | Ruan Miranda        | 0   | 0   | 0  | 00:00 |
| A                 | 32                | Aieser Batista      | 0   | 0   | 0  | 00:00 |
| Entrenador:       |                   |                     |     |     |    |       |
| Gustavo de Conti  |                   |                     |     |     |    |       |

| Quinteto inicial: | Quinteto inicial: | Quinteto inicial:        | Pts | Reb | As | Min   |
| ----------------- | ----------------- | ------------------------ | --- | --- | -- | ----- |
| B                 | 25                | Jordan Theodore          | 22  | 1   | 5  | 30:23 |
| A                 | 8                 | Jonas Mačiulis           | 17  | 3   | 1  | 29:18 |
| A                 | 26                | Howard Sant-Roos         | 8   | 4   | 3  | 27:46 |
| P                 | 32                | Vince Hunter             | 4   | 3   | 1  | 17:46 |
| P                 | 7                 | Georgios Tsalmpouris     | 0   | 1   | 1  | 05:57 |
| Suplentes:        | Suplentes:        | Suplentes:               | Pts | Reb | As | Min   |
| AP                | 1                 | Delroy James             | 12  | 7   | 2  | 25:11 |
| B                 | 4                 | Vassilis Xanthopoulos    | 2   | 1   | 0  | 09:06 |
| AP                | 5                 | Dušan Šakota             | 11  | 1   | 2  | 27:45 |
| E                 | 12                | Giannoulis Larentzakis   | 10  | 2   | 0  | 19:44 |
| B                 | 21                | Dimitrios Moraitis       | 0   | 0   | 0  | 00:31 |
| B                 | 23                | Malcolm Griffin          | 0   | 0   | 0  | 06:02 |
| A/E               | 31                | Charalampos Giannopoulos | 0   | 0   | 0  | 00:31 |
| Entrenador:       |                   |                          |     |     |    |       |
| Luca Banchi       |                   |                          |     |     |    |       |

| Quinteto inicial: | Quinteto inicial: | Quinteto inicial:   | Pts | Reb | As | Min   |
| ----------------- | ----------------- | ------------------- | --- | --- | -- | ----- |
| B                 | 6                 | Franco Balbi        | 9   | 2   | 8  | 33:02 |
| B                 | 8                 | Kevin Crescenzi     | 2   | 0   | 0  | 11:04 |
| A/AP              | 16                | Carlos Olivinha     | 4   | 4   | 0  | 15:58 |
| A/AP              | 11                | Marquinhos Vieira   | 11  | 5   | 2  | 32:45 |
| P                 | 17                | Anderson Varejão    | 21  | 11  | 0  | 30:21 |
| Suplentes:        | Suplentes:        | Suplentes:          | Pts | Reb | As | Min   |
| B                 | 5                 | Davi Rossetto       | 3   | 2   | 3  | 13:49 |
| A                 | 7                 | Jhonatan Dos Santos | 5   | 2   | 1  | 18:58 |
| B/E               | 9                 | Deryk Ramos         | 3   | 1   | 0  | 13:25 |
| AP/P              | 12                | Rafa Mineiro        | 2   | 3   | 0  | 12:42 |
| AP/P              | 25                | David Nesbitt       | 10  | 4   | 0  | 17:56 |
| AP/P              | 30                | Ruan Miranda        | 0   | 0   | 0  | 00:00 |
| A                 | 32                | Aieser Batista      | 0   | 0   | 0  | 00:00 |
| Entrenador:       |                   |                     |     |     |    |       |
| Gustavo de Conti  |                   |                     |     |     |    |       |

| Campeones de la Copa Intercontinental FIBA 2019 |
| ----------------------------------------------- |
| AEK Atenas 1.º título                           |